# Zárybničná Lhota
Zárybničná Lhota (německy Teich Lhota) je vesnice, část města Tábor ve stejnojmenném okrese v Jihočeském kraji. Leží šest kílometrů východně od Tábora. Vsí protéká Chotovinský potok.

## Historie
První písemná zmínka o vesnici pochází z roku 1391.. V roce 1446 mění své jméno na „Malá Lhota Kozská“. Své dnešní označení „Zárybničná Lhota“ získala vesnice až počátkem 16. století.
V letech 1391–1547 příslušela Zárybničná Lhota ke Kozímu Hrádku. Tím se stala po roce 1547 majetkem města Tábora.
Jakýsi mlynář Bartoň pod Kozím tu vlastnil dva svobodné lány, jež prodal roku 1446 Janovi z Rovného. V 16. století tu mělo město Tábor šest místních usedlíků. V 17. století se jejich počet snížil na pět. Nejstarší rodiny, které dodnes v Zárybničné Lhotě žijí, jsou Dvořákova (1564) a Všechovských (1728).

## Obyvatelstvo
| Rok            | 1869 | 1880 | 1890 | 1900 | 1910 | 1921 | 1930 | 1950 | 1961 | 1970 | 1980 | 1991 | 2001 | 2011 | 2021 |
| -------------- | ---- | ---- | ---- | ---- | ---- | ---- | ---- | ---- | ---- | ---- | ---- | ---- | ---- | ---- | ---- |
| Počet obyvatel | 189  | 190  | 202  | 209  | 236  | 236  | 254  | 257  | 253  | 240  | 314  | 299  | 307  | 310  | 348  |
| Počet domů     | 24   | 23   | 28   | 30   | 33   | 36   | 46   | 62   | 59   | 65   | 81   | 101  | 107  | 113  | 124  |

## Obecní správa
Při sčítání lidu v letech 1850–1879 Zárybničná Lhota byla osadou obce Turovec v okrese Tábor. V letech 1880–1975 byla samostatnou obcí v okrese Tábor. Od 1. ledna 1976 je částí města Tábor ve stejnojmenném okrese. V letech 1880–1889 k obci patřila Nová Ves u Chýnova.

## Pamětihodnosti
- Venkovská usedlost čp. 12

## Další fotografie

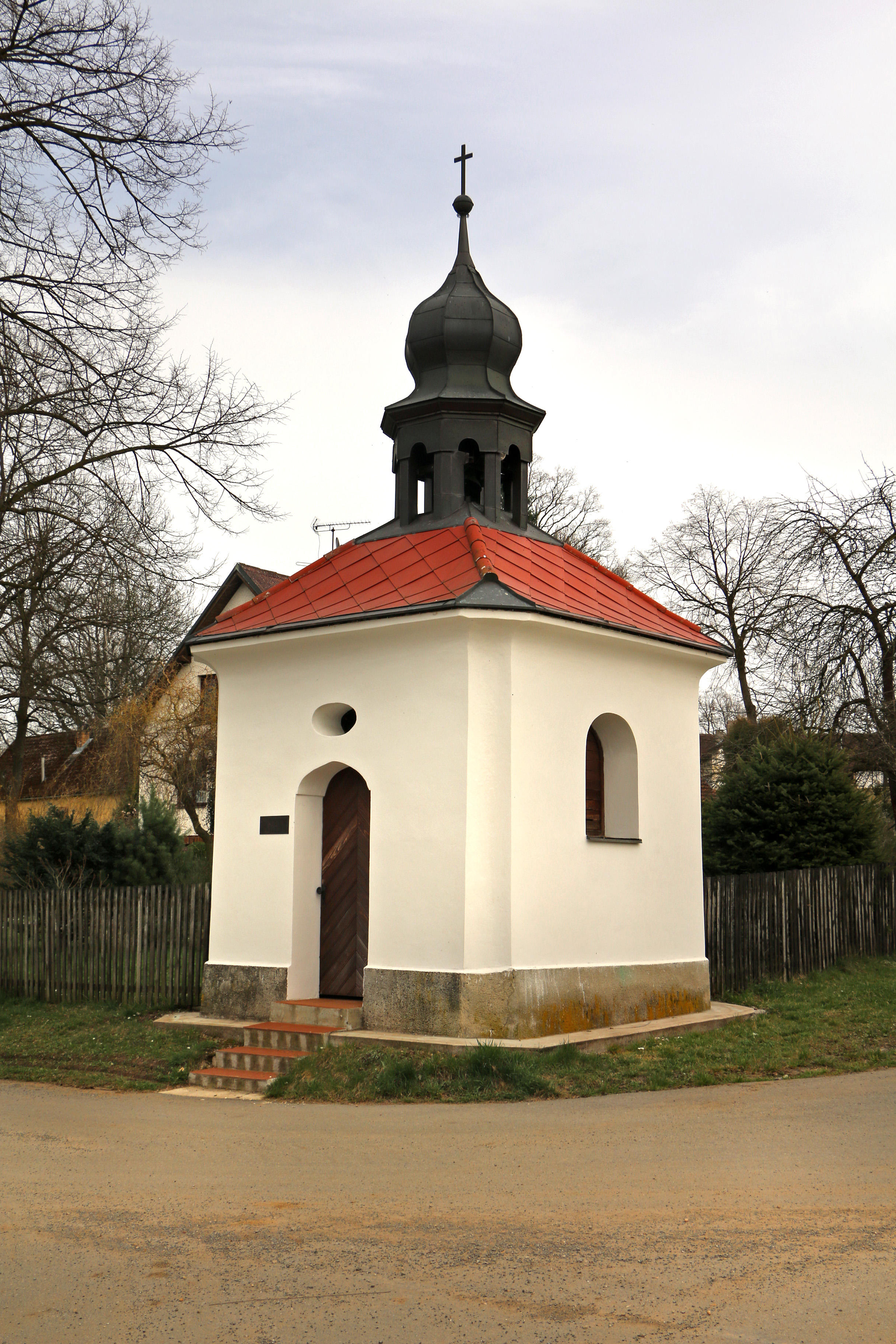
Kaple na periférii
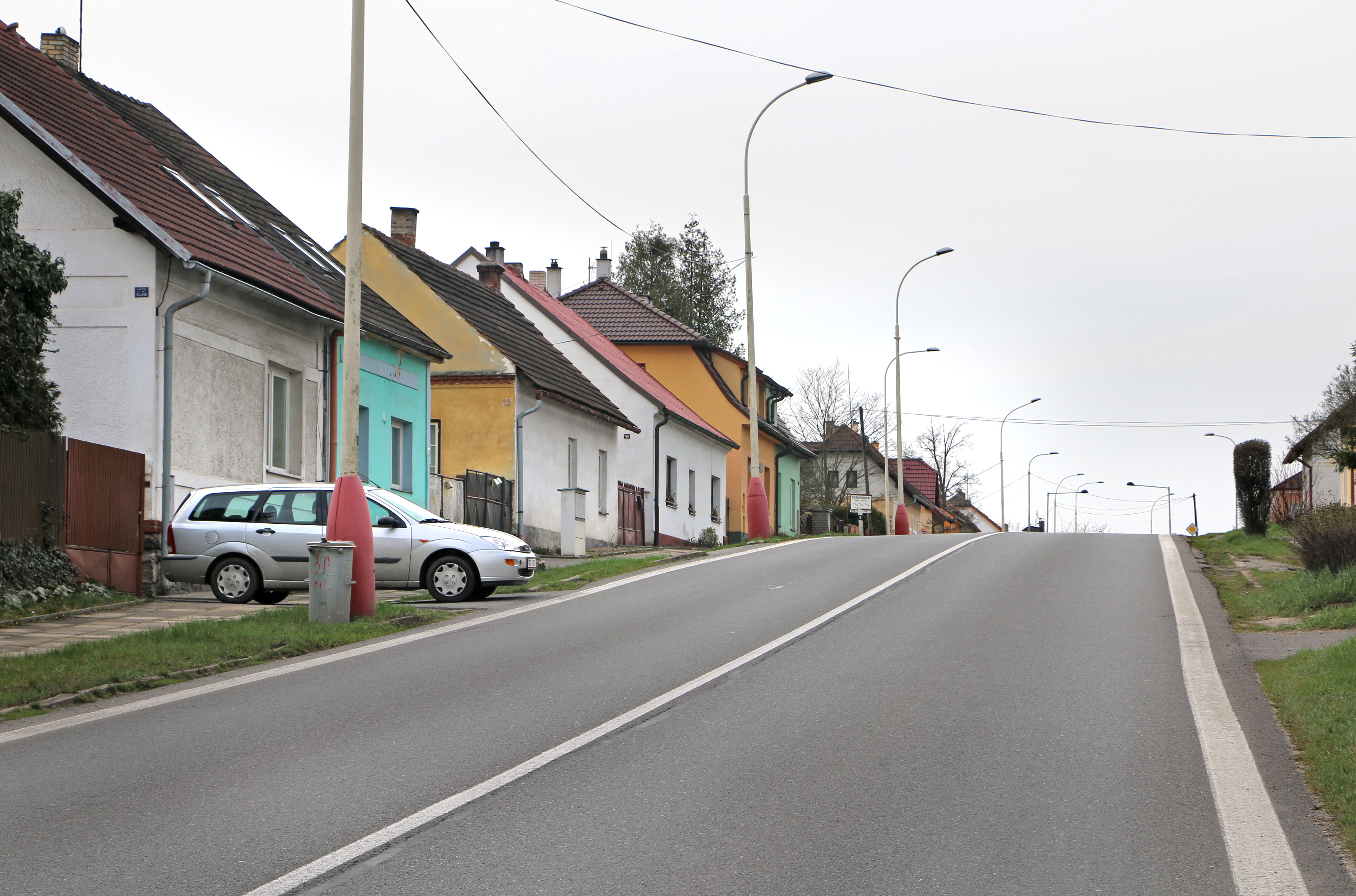
Silnice I. třídy 19 na průtahu vesnicí
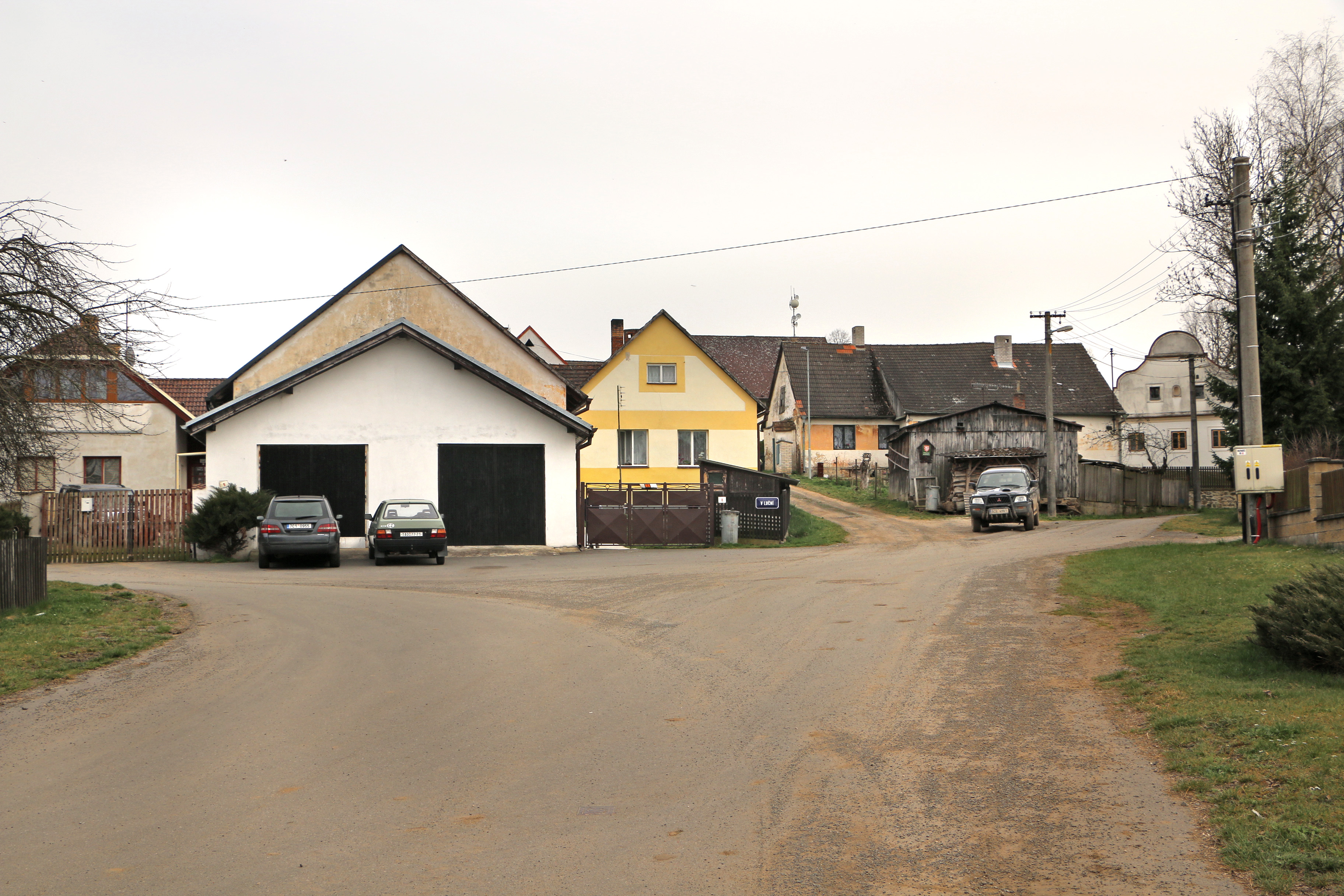
Ulice V Luční s památkově chráněnou usedlostí (vpravo)
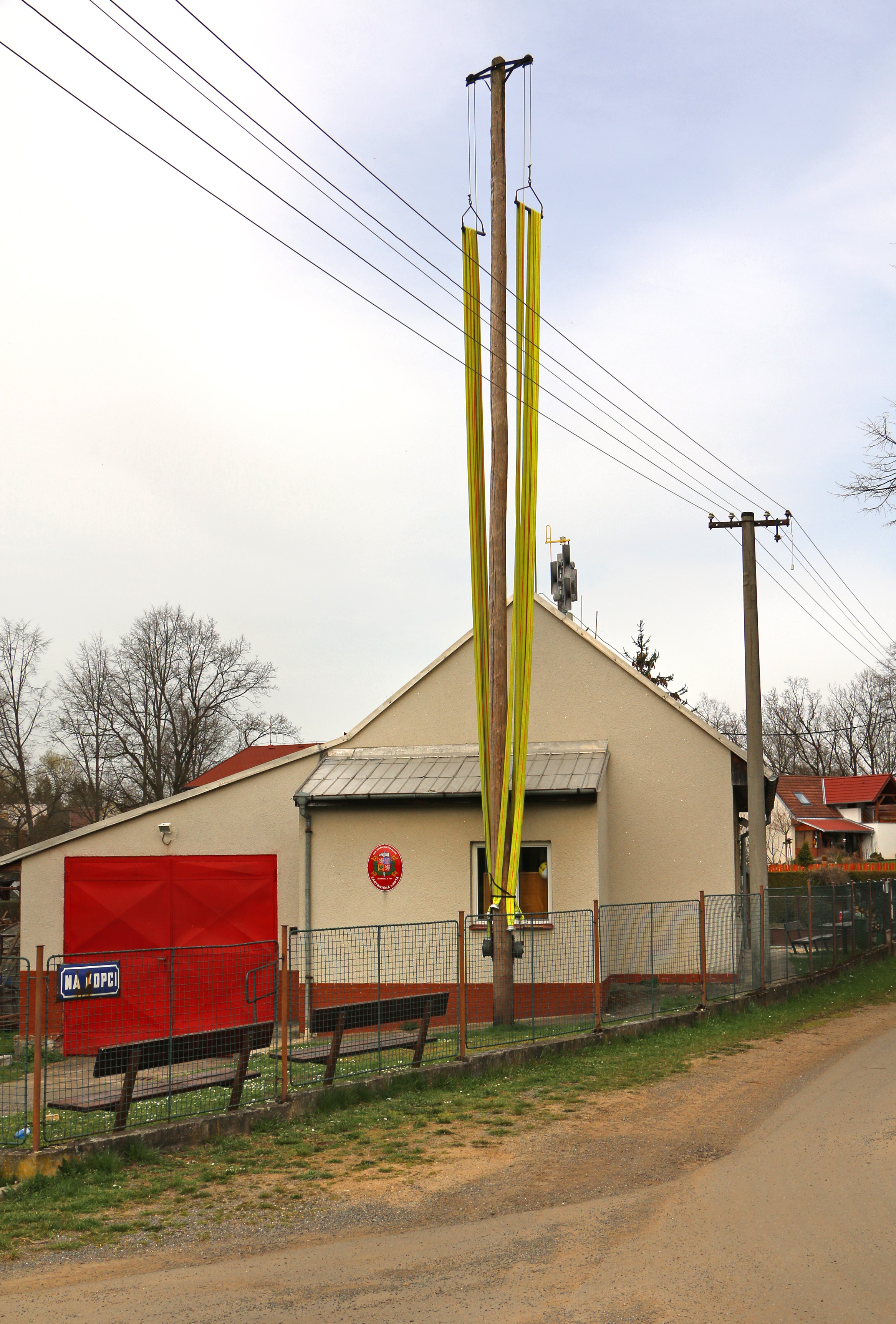
Hasičská zbrojnice s knihovnou